# Elaine Estrela Moura
Elaine Estrela Moura (sinh ngày 1 tháng 11 năm 1982) là một cầu thủ và huấn luyện viên bóng đá người Brazil. Cô là một cầu thủ đa năng có thể được sử dụng trong hàng phòng ngự hoặc hàng tiền vệ, chơi cho câu lạc bộ Thụy Điển Lindhagen FF và đội tuyển bóng đá Nữ quốc gia Brazil. Cô từng chơi cho Tyresö và Umeå IK của giải đấu Damallsvenskan ở Thụy Điển, cũng như Saint Louis Athletica trong giải đấu Women's Professional Soccer (WPS).
Cô bắt đầu chơi bóng đá do ảnh hưởng bởi anh trai của mình và chơi cho đội Bahia cho đến năm 2000, nhưng không bao giờ nhận được bất kỳ khoản lương nào. Ba năm sau, cô trở thành cầu thủ chuyên nghiệp ở Ferroviária. Sau trận đấu giữa đội tuyển quốc gia Brazil và Umeå IK năm 2004, cô được Umeå ký hợp đồng và chơi cho đội này trong giải Damallsvenskan từ năm 2005 đến 2009, giải đấu mà cô quyết định gia nhập Marta.
Trong năm 2010, cô chuyển đến Hoa Kỳ và chơi cho Saint Louis Athletica trong giải đấu bóng đá nữ chuyên nghiệp (WPS). Khi câu lạc bộ bị phá sản ngay sau đó, cô quyết định trở về Thụy Điển và gia nhập Tyresö FF của Damallsvenskan.
Tyresö giành danh hiệu Damallsvenskan lần đầu tiên trong mùa giải 2012 và Elaine giành được huy chương người chiến thắng giải đấu Thụy Điển thứ năm của mình. Với sự cạnh tranh cho các vị trí thi đấu chính thức trở nên rất khốc liệt tại Tyresö, Elaine đã được chuyển sang cho mượn tại câu lạc bộ Elitettan gần đó, Älta IF vào tháng 7 năm 2013. Trước mùa giải năm 2014, cô chuyển sang Älta vĩnh viễn.